# Liste der Baudenkmale in Picton
Die Liste der Baudenkmale in Picton umfasst alle vom New Zealand Historic Places Trust (NZHPT) als „Historic Place“ oder „Historic Area“ eingestuften Baudenkmale und Flächendenkmale der neuseeländischen Ortschaft Picton. Die Angaben stammen aus dem Register des NZHPT. Die Bezeichnungen der Baudenkmale orientieren sich an diesem Register. In die Liste werden auch bekannte Wahi Tapu (Area), kulturell und religiös bedeutsame Stätten und Gebiete der Māori, aufgenommen. Sie werden jedoch meist nicht publiziert.

| Bild                               | Bezeichnung                        | Ort    | Anschrift                                        | Beschreibung                              | Bauzeit    | Eintrag            | Nummer | Kat. |
| ---------------------------------- | ---------------------------------- | ------ | ------------------------------------------------ | ----------------------------------------- | ---------- | ------------------ | ------ | ---- |
| Edwin Fox Hull and Anchor Windlass | Edwin Fox Hull and Anchor Windlass | Picton | Dunbar Wharf Karte                               | Schiffshülle der Edwin Fox und Ankerwinde | 1853       | 9. Dezember 1999   | 7450   | 1    |
| Oxley’s Hotel Facade               | Oxley’s Hotel Facade               | Picton | Ecke 1-9 Wellington Street und London Quay Karte | Fassade eines ehemaligen Hotels           | 1870       | 28. Juni 1990      | 5108   | 2    |
| BW                                 | Picton Railway Station             | Picton | Auckland Street Karte                            | Bahnhof von Picton                        | 1902       | 19. September 1991 | 5392   | 2    |
| BW                                 | Smith Home                         | Picton | 9 Oxford Street Karte                            | Villa                                     | 1880 (ca.) | 2. April 2004      | 2967   | 2    |
| BW                                 | Sundial                            | Picton | 38 York Street Karte                             | Sonnenuhr an der Holy Trinity Church      | 1872       | 2. April 2004      | 1543   | 2    |